# تابستان عزیز
تابستان عزیز نام تله‌فیلمی به کارگردانی امیرشهاب رضویان و محصول سال ۱۳۸۸ است. این فیلم از تولیدات گروه فیلم‌های تلویزیونی شبکه یک سیما می‌باشد.

## خلاصه داستان
عزیز و نوه‌اش حمید، بی‌خبر خانواده به مشهد می‌روند. حمید به دنبال تماشای مسابقه فوتبال است، اما عزیز مخالف اوست…